# La Cebollera
La Cebollera är ett berg i Spanien.   Det ligger i provinsen Provincia de Madrid och regionen Madrid, i den centrala delen av landet, 80 km norr om huvudstaden Madrid. Toppen på La Cebollera är 2 124 meter över havet, eller 312 meter över den omgivande terrängen. Bredden vid basen är 6,5 km.
Terrängen runt La Cebollera är huvudsakligen lite bergig. Trakten runt La Cebollera är nära nog obefolkad, med mindre än två invånare per kvadratkilometer. Närmaste större samhälle är Riaza, 13,5 km norr om La Cebollera. Trakten runt La Cebollera består i huvudsak av gräsmarker.